# خوان کاسادو
خوان کاسادو (انگلیسی: Juan Casado؛ زادهٔ ۱۵ ژوئن ۱۹۸۰) بازیکن فوتبال اهل آرژانتین است.
از باشگاه‌ هایی که در آن بازی کرده‌است می‌توان به باشگاه فوتبال ولز سارسفیلد اشاره کرد.